# Lisa Makas
Lisa Makas (Mödling, 1992. május 11. –) osztrák női válogatott labdarúgó, az MSV Duisburg támadója.

## Pályafutása

### Klubcsapatokban
2020. júliusában korábbi egyesületéhez, az SKN St. Pöltenhez igazolt.

### A válogatottban
Debütálása 2010. június 9-én parádésra sikeredett. A Málta elleni 6-0-ás győzelemből három góllal vette ki részét. A 2017-es Európa-bajnokságon gólt szerzett a franciák elleni csoportmérkőzésen, majd az elődöntőig jutott társaival a hollandiai rendezvényen.

## Sikerei, díjai

### Klubcsapatokban
Osztrák bajnok (1):
- FSK St. Pölten (1): 2014–15

 Osztrák kupagyőztes (1): 
- FSK St. Pölten (3): 2012–13, 2013–14, 2014–15

### Egyéni
Az év játékosa (1): 2015

## Magánélete
Éttermi tanácsadóként végzett 2010-ben a heiligenkreuzi Klostergasthofban.